# Henri Rouart

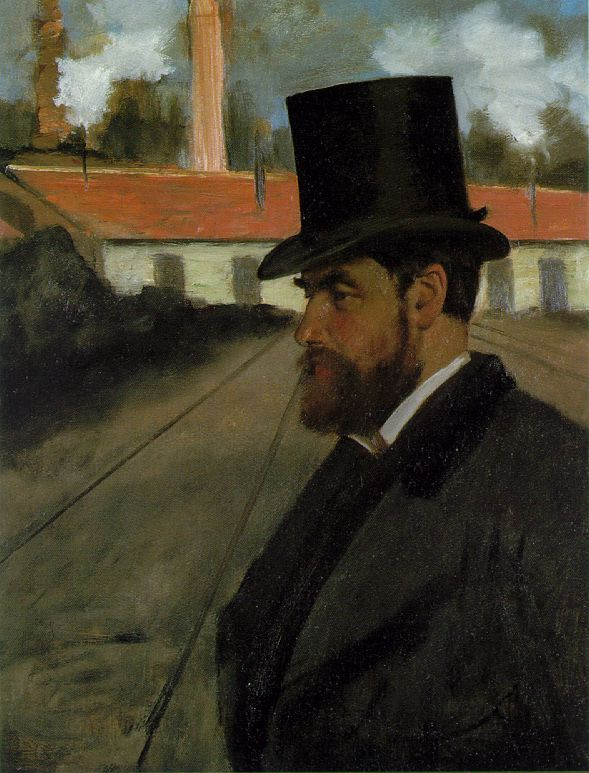
Edgar Degas: Henri Rouart voor zijn fabriek, 1875.

Henri Rouart, eigenlijk Stanislas-Henri Rouart (Parijs, 2 oktober 1833 - aldaar, 2 januari 1912), was een Frans ingenieur, industrieel, kunstverzamelaar en kunstschilder. Als verzamelaar en kunstschilder wordt hij vooral geassocieerd met het impressionisme.

## Leven en werk
Rouart was de zoon van een succesvolle fabrikant van militaire uniformen en volgde een ingenieursopleiding aan de Parijse École Polytechnique. Vervolgens zette hij een succesvolle onderneming in pneumatische artikelen op. Hij vocht als kapitein in de Frans-Duitse Oorlog van 1870.
Rouart was vanaf zijn schooltijd bevriend met Edgar Degas, die hem introduceerde in de kunstwereld. Hij nam lessen bij Jean-François Millet en Jean-Baptiste Corot en groeide ook zelf uit tot een verdienstelijk schilder. Hij exposeerde tussen 1868 en 1872 viermaal in de Parijse salon. In 1874 was Rouart als geldschieter betrokken bij de organisatie van de Eerste tentoonstelling van de impressionisten, waar hij ook zelf met een aantal werken aanwezig was. Ook op latere impressionistententoonstellingen stelde hij werk tentoon.
Later maakte Rouart vooral naam als kunstverzamelaar van impressionistische werken en groeide hij uit tot een soort mecenas. Hij overleed in 1912, 88 jaar oud. Kort na zijn dood vond een grote veiling van zijn collectie plaats waarbij 285 impressionistische topwerken werden verkocht, maar bijvoorbeeld ook 77 oude meesters. Een groot deel van zijn verzameling kwam terecht in de Verenigde Staten, onder andere via Henry en Louisine Havemeyer, en maakt daar thans deel uit van belangrijke museum-collecties.
Rouart werd ook bekend door de uitgave van zijn uitgebreide briefwisseling met Degas. Hij was de vader van kunstschilder Ernest Rouart.

## Galerij

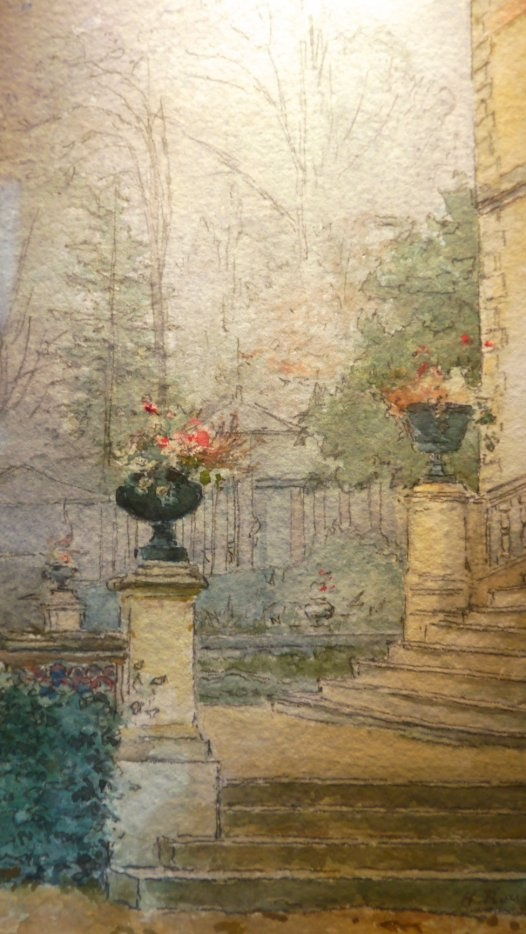
Tuin
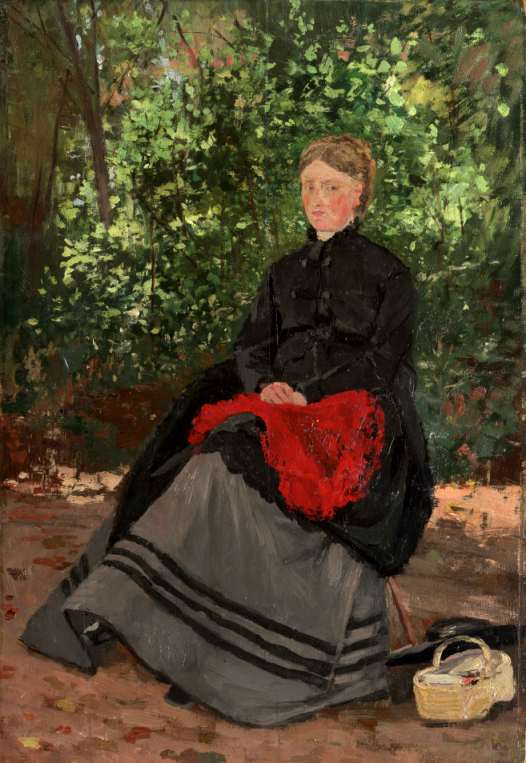
Vrouw in de tuin
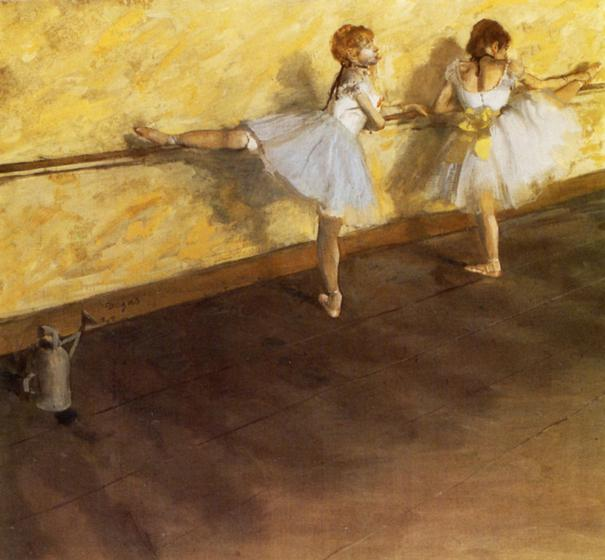
Balletklas
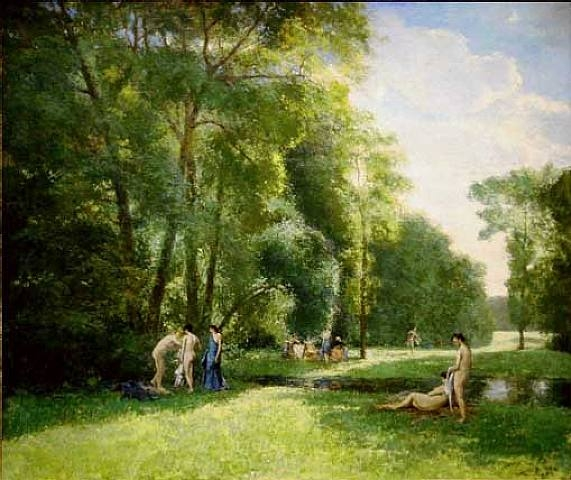
Landschap met baders
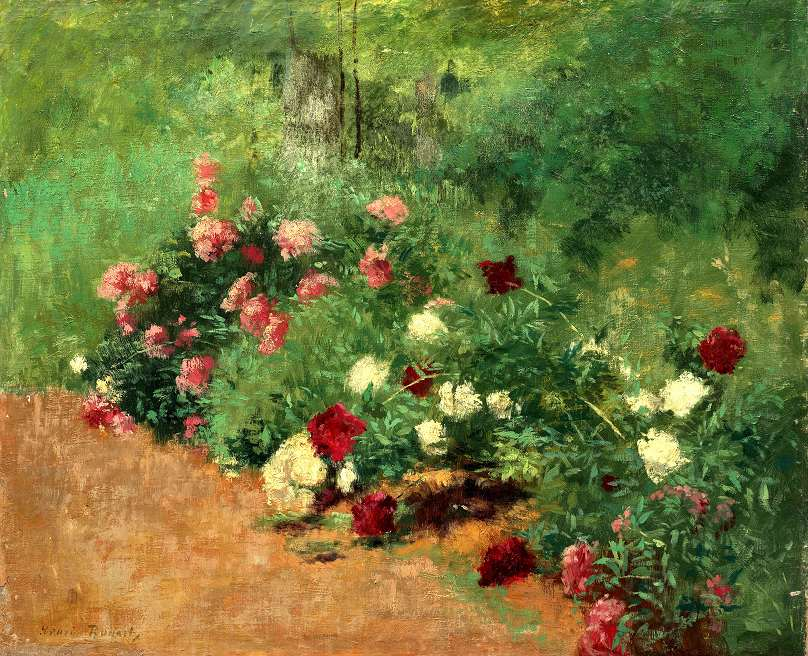
Bloemenborder
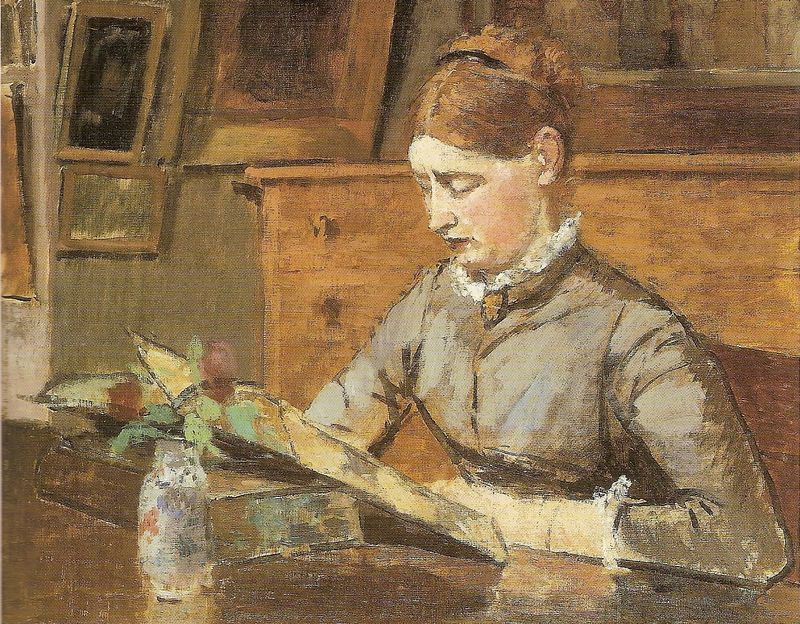
Helene leest
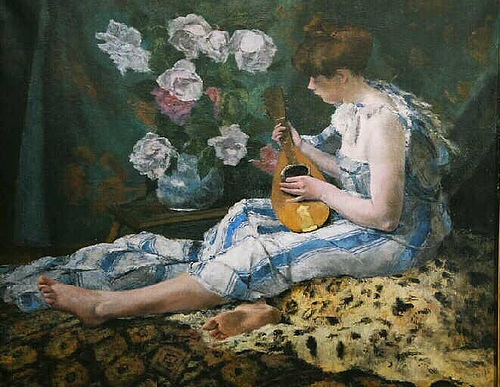
Musiceren
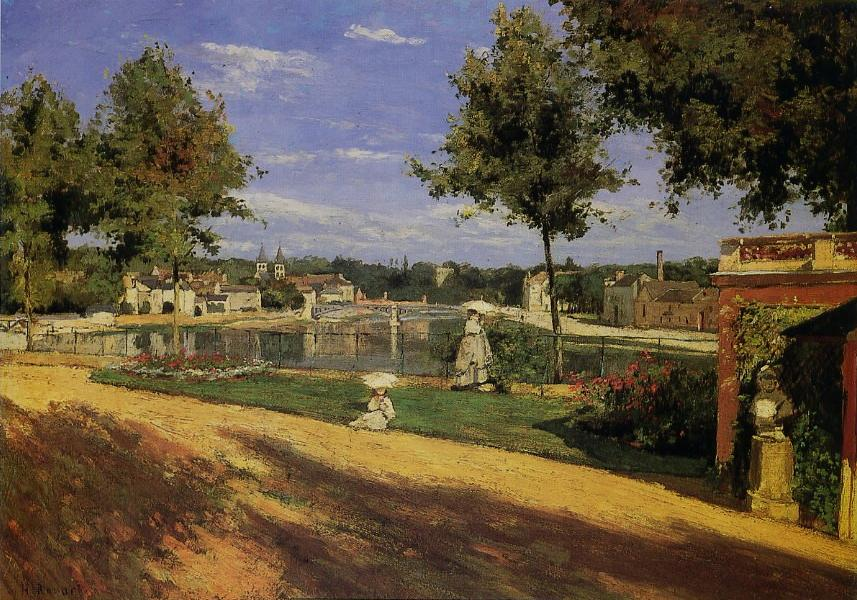
Terras aan de oever van de Seine bij Melun
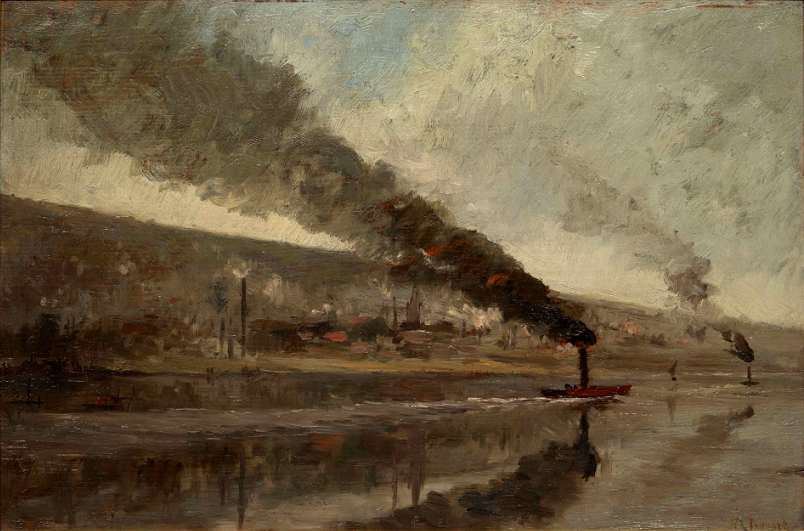
De Seine in de buurt van Rouen
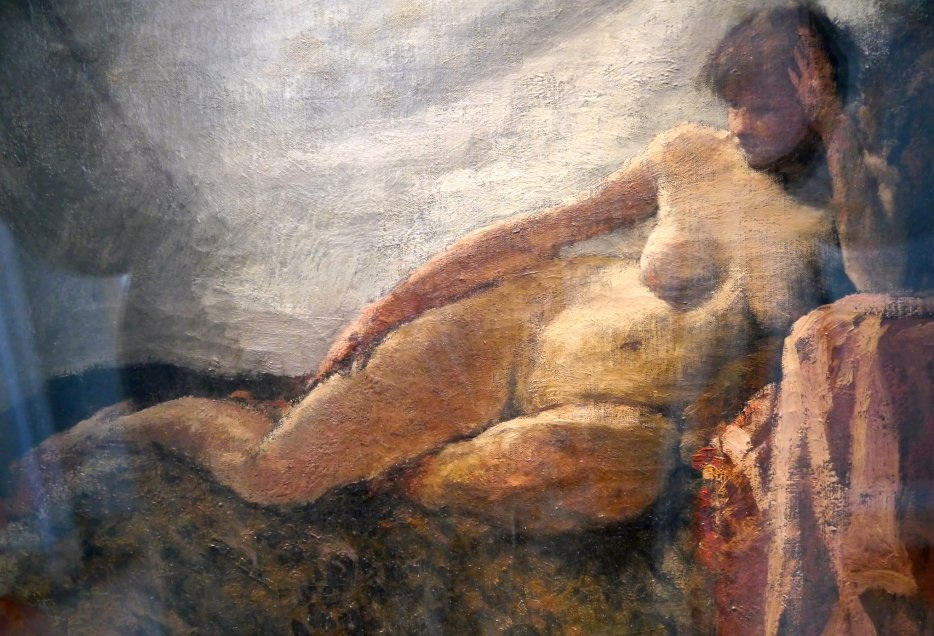
Naakt